# Porte des Jacobins (Bourg-en-Bresse)

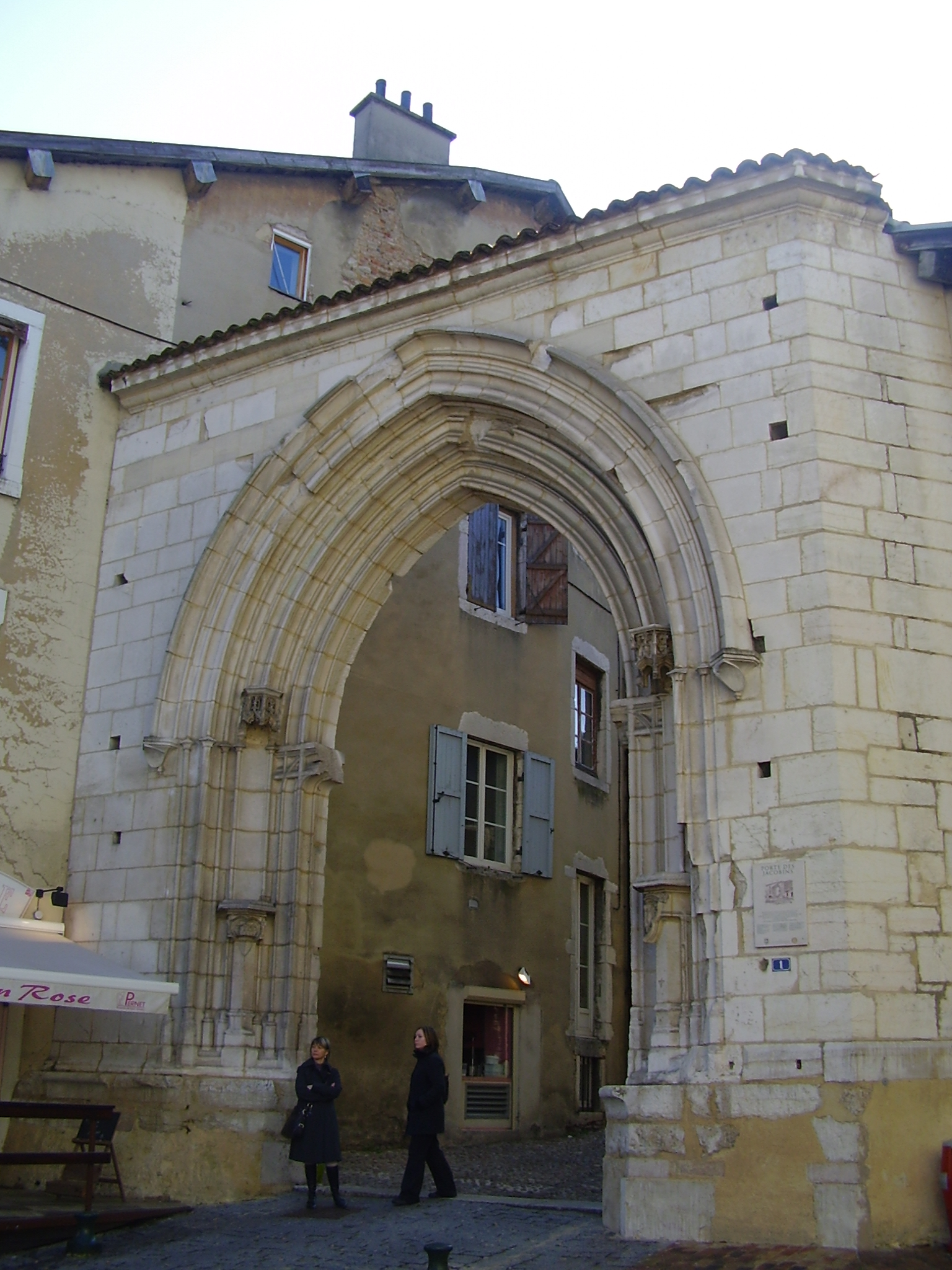
Porte des Jacobins in Bourg-en-Bresse

Die Porte des Jacobins (dt. Tor der Jakobiner) befindet sich in Bourg-en-Bresse, der Hauptstadt des Départements Ain in der französischen Region Auvergne-Rhône-Alpes. Das Tor aus dem 15. Jahrhundert ist seit 1927 ein geschütztes Baudenkmal (Monument historique).

## Geschichte
Die Porte des Jacobins wurde 1437 als Teil des Dominikanerklosters errichtet. In Frankreich werden die Dominikaner auch Jacobins (dt. Jakobiner) genannt. Vom Kloster, das während der Französischen Revolution aufgehoben wurde, ist nur noch die Porte des Jacobins vorhanden.

## Beschreibung
Die Porte an Rue de la République ist aus sorgfältig bearbeiteten Hausteinen gemauert. Das spitzbogige Archivoltenportal besitzt auf beiden Seiten Konsolen, auf denen ursprünglich Heiligenfiguren standen.